# Wilhemena Smith
Wilhemena „Bill” Smith (ur. 1886 w Sydney, zm. 24 czerwca 1975) – pierwsza australijska dżokejka. Smith spędziła znaczną część życia jako mężczyzna i była znana pod imieniem Bill. Nie są znane powody, z których Smith podawała się za mężczyznę, pracowała w zawodach uznawanych w ówczesnych czasach za wyłącznie męskie.

## Życiorys
Została osierocona jako małe dziecko. Po śmierci rodziców została umieszczona w sierocińcu w Australii Zachodniej, skąd uciekła, aby ostatecznie osiedlić się w północnej części stanu Queensland. Nie wiadomo kiedy i dlaczego Smith zaczęła się podawać za mężczyznę, według niektórych spekulacji miało jej to umożliwić zdobycie pracy w zawodach, które były wówczas uznawane za typowo męskie i do których kobiety nie miały dostępu. Pracowała między innymi jako górnik, przy rozładunku statków, w browarach i jako dżokej.
W latach 40. i 50. XX wieku używając imienia Bill brała udział w wyścigach konnych w takich miejscowościach jak Cairns, Mareeba, Mount Garnet, Tolga, Innisfail i Herberton. W ówczesnym czasie kobiety nie mogły brać oficjalnie udziału w wyścigach konnych, przepisy pozwalające na to, aby kobiety mogły być dżokejami zmieniono dopiero cztery lata po śmierci Smith w 1979. W trakcie jej kariery dżokejskiej, Smith znana była wśród innych dżokejów jako „Girlie” Smith (dosł. Dziewczynka Smith) za, jak uważano, „jego” nieśmiałość i wstydliwość. Smith przychodziła na wyścigi już ubrana w kostium dżokeja i nigdy nie przebierała się wspólnie z kolegami. Po pewnym czasie zachowanie Smith wzbudziło podejrzenia wśród innych dżokejów, ale nikt wówczas nie poznał jej tajemnicy.
Po zakończeniu kariery Smith nadal jako mężczyzna pracowała jako trener koni, odnosząc przy tym lokalne sukcesy. Żyła samotnie, pod koniec życia mieszkała w miejscowości Innot Hot Springs, gdzie w wieku 88 lat zachorowała i została przewieziona do szpitala. W szpitalu odkryto prawdziwą tożsamość Smith, ale pracownicy szpitala dyskretnie utrzymali jej tajemnicę. Zmarła 24 czerwca 1975. Została pochowana w nieoznakowanym grobie.
W późniejszym czasie jej grób został odbudowany i umieszczono na nim informację o Smith jako „pierwszej licencjonowanej australijskiej dżokejce”.